# Kamień (gromada w powiecie bełchatowskim)
Kamień – dawna gromada, czyli najmniejsza jednostka podziału terytorialnego Polskiej Rzeczypospolitej Ludowej w latach 1954–1972.
Gromady, z gromadzkimi radami narodowymi (GRN) jako organami władzy najniższego stopnia na wsi, funkcjonowały od reformy reorganizującej administrację wiejską przeprowadzonej jesienią 1954 do momentu ich zniesienia z dniem 1 stycznia 1973, tym samym wypierając organizację gminną w latach 1954–1972.
Gromadę Kamień siedzibą GRN w Kamieniu utworzono – jako jedną z 8759 gromad na obszarze Polski – w powiecie piotrkowskim w woj. łódzkim, na mocy uchwały nr 35/54 WRN w Łodzi z dnia 4 października 1954. W skład jednostki weszły obszary dotychczasowych gromad Aleksandrów, Bogumiłów, Dębina, Faustynów, Kamień, Karolów, Osiny i Osiny kolonia ze zniesionej gminy Chabielice w tymże powiecie. Dla gromady ustalono 21 członków gromadzkiej rady narodowej.
1 stycznia 1956 gromada weszła w skład nowo utworzonego powiatu bełchatowskiego w tymże województwie.
1 lipca 1968 gromadę zniesiono, a jej obszar włączono do gromad: Chabielice (wieś Bogumiłów, wieś i osadę karczemną Karolów, kolonię Osiny IV, wieś i kolonię Osiny, wieś i kolonię Kamień, wieś Winek, wieś Podwinek, osadę karczemną Opalenka, osadę Chorzenice-Maźnica oraz kolonię Dębina Osińska) i Kleszczów (wieś Aleksandrów, wieś Faustynów oraz osadę Grdaniec) w tymże powiecie.